# Kulturforum Schorndorf
Das Kulturforum Schorndorf ist ein 1988 gegründeter Verein, der die Kulturarbeit der Stadt Schorndorf im Sinne der direkten Bürgerbeteiligung organisiert. Ehrenamtlich geführte Sektionen erarbeiten kulturelle Programme in den Bereichen Kunst, Musik, Literatur, Theater sowie der Heimat-, Natur- und Traditionspflege. Die auf bürgerliche Teilhabe ausgelegte Struktur ist ein Beispiel der seit den 1970er Jahren etwa von Hilmar Hoffmann geforderten „Kultur für alle“. Mit der Q Galerie für Kunst betreibt das Kulturforum ein eigenes Museum.

## Geschichte
Die Idee des Kulturforum Schorndorf geht auf die Baden-Württembergischen Literaturtage zurück, die 1984 in Schorndorf ausgerichtet wurden und die Möglichkeiten ehrenamtlicher Kulturarbeit aufzeigten. In der Folge schlossen sich Bürger der Stadt zu unterschiedlichen Sektionen zusammen. Seit der offiziellen Gründung 1988 bündelt das Kulturforum „das Engagement vieler Kräfte der Kulturszene Schorndorfs und ist somit zur Drehscheibe kultureller Aktivitäten geworden“.

## Projekte
Seit einem durch das Kulturforum noch vor seiner offiziellen Gründung veranstalteten Bildhauersymposium 1987 entsteht in Schorndorf ein Skulpturen-Rundgang, der aktuell 45 Kunstwerke umfasst. Vertretene Künstler sind Fritz von Graevenitz, Timm Ulrichs, Robert Schad und Martin Pfeifle.
Die Schorndorfer Gitarrentage richtet das Kulturforum seit 1990 aus. Das Programm zeichnet sich neben Konzerten vor allem durch Workshops aus, in denen Musiker wie Carl Verheyen und Jennifer Batten als Dozenten auftreten.
In der Q Galerie für Kunst zeigt das Kulturforum Schorndorf Ausstellungen zeitgenössischer Künstler. Das Museum befindet sich in den Räumen der ehemaligen Eisenmöbel-Fabrik Arnold und wurde 2004 als Galerie für Kunst und Technik eröffnet. 2016 erfolgte die Umbenennung in Q Galerie.

## Ausstellungen (Auswahl)
- Andrea Zaumseil: MEER (2018)
- Hanna Nitsch: trying to be like... Vol. 2 (2014)
- Über Grenzen. Fotografen der Agentur Ostkreuz (2014)
- 175 Jahre Gottlieb Daimler. Das Automobil in Kunst und Technik. Werke von Andy Warhol bis Kirsten Mosher aus der Daimler Kunstsammlung (2009)
- Daniel Wagenblast und Isa Dahl: ichunddu (2005/2006)[6]

## Veröffentlichungen (Auswahl)
- Bildhauer in der Stadt. Dokumentation des 3. Schorndorfer Bildhauersymposiums. Verlag des Kunstverein Schorndorf, Schorndorf, 2017, ISBN 978-3-946336-06-8
- Robert Schad in Schorndorf. Verlag Carl Bacher, Schorndorf, 2009, ISBN 978-3-924431-63-1
- Blick-Wechsel. Ludovike Simanowiz 1759–1827. Verlag Carl Bacher, Schorndorf, 2009, ISBN 978-3-924431-46-4[7]